# 小野崎通亮
小野崎 通亮（おのざき みちすけ / みちあき、1833年4月18日（天保4年2月29日） - 1903年（明治36年）7月21日）は、幕末から明治期の久保田藩士、国学者、神職、政治家。貴族院勅選議員。通称・鉄蔵。雅号・琴廼屋、烟水、九春軒。

## 経歴
出羽国秋田郡久保田城下亀ノ丁新町（現秋田県秋田市）で、久保田藩士、郡奉行・小野崎通孝の長男として生まれる。平田篤胤と親交があり神道家であった父通孝から神道を伝えられ、吉川忠行の惟神館で和魂洋才を学び、文久3年（1863年）同志と雷風義塾を設立して講師に就任。慶応4年1月（1868年）藩校明徳館教授兼砲術頭となる。戊辰戦争では吉川忠安らと勤皇を主張して藩論を導き、遊撃隊参謀として秋田戦争に従軍した。慶応4年8月、南部口を担当し、砲術所総裁・須田盛貞を補佐した。
その後、評定奉行から公議人に転じて上京し、明治2年（1969年）神祇官に出仕し判事試補に就任。権大史、権少佑を歴任し、明治3年2月（1870年）秋田藩大参事に転じた。明治4年（1971年）の廃藩置県により退官し、1873年（明治6年）8月、県社八幡神社の祠官に就任した。その後、大教院勤務、神道事務局勤務、教導職権大講義、秋田県神道触頭、教導職取締、神道事務分局長、招魂神祠官、権少教正、神宮第五教区教会長、神宮教四等教監、古四王神社宮司などを務め、1890年（明治23年）8月、秋田県皇典講究所分所長に就任した。
1897年（明治30年）12月23日、貴族院議員に勅選され、死去するまで在任した。
1908年（明治41年）、従四位を追贈された。